# Jayavarman IV
Jayavarman IV (... – 941) fu sovrano dell'impero khmer dal 928 al 941 d.C.

## Primi anni del regno
Nella sequenza dei sovrani angkoriani tracciata dagli epigrafisti della prima metà del Novecento, Jayavarman IV si trovò ad occupare il ruolo di usurpatore nei confronti dei discendenti diretti di Yasovarman I, il fondatore di Yasodharapura. Ulteriori scoperte ed il riesame critico effettuato a partire dalla fine degli anni Settanta da studiosi quali Michael Vickery dimostrarono che, secondo la caratteristica mancanza di una regola chiara di successione diretta da padre a figlio dei regni khmer (presso i quali già in epoca pre-angkoriana era molto importante nella trasmissione di titoli e diritti la linea materna), egli vantava diritti legittimi al trono. Era infatti figlio di Mahendradevi, sorella di Indravarman I, e sposato ad una sua zia, sorellastra di Yasovarman I.
Già all'epoca della morte di Yasovarman I dimostrò apertamente l'opposizione ai di lui figli, spostandosi un'ottantina di km a nordest di Angkor per fondare la propria capitale. Un'iscrizione del 921 afferma che Jayavarman IV lasciò la città di Yaśodharapura per regnare a Chok Gargyar ("isola della gloria"), portando con sé il devaraja. Tale scissione durò fino alla morte di Ishanavarman II nel 928, dopodiché Jayavarman IV regnò sulle terre dell'impero khmer come unico sovrano.

## Koh Ker
Il sito dell'antica città di Chok Gargyar (od anche Lingapura) fondata da Jayavarman IV al giorno d'oggi è chiamato Koh Ker. Si trova in un luogo piuttosto isolato nella giungla, ma da pochi anni può essere raggiunto in poche ore di viaggio e con relativa facilità da Siem Reap grazie alla costruzione di una strada a pagamento. L'antica capitale rimase abbandonata per un millennio prima di essere visitata da studiosi francesi quali Louis Delaporte e Etienne Aymonier a partire dalla fine dell'Ottocento.
Sono stati rinvenuti i resti di una città cinta da mura quadrate di circa 1200 m di lato, ma una moltitudine di templi secondari è dispersa su un'area di circa 35 km². La zona principale comprende il baray Rahal (che misura 1.188 m per 548 m) e il complesso del Prasat Thom, con la sua caratteristica piramide a sette livelli, alta 30 metri. Le iscrizioni dicono che alla sommità del tempio era posto un colossale linga, oggi scomparso, probabilmente rivestito di metallo. Henri Parmentier ipotizzò (dalla conversione delle misure riportate nelle iscrizioni) un'altezza di 4,6 metri ed un peso di 24 tonnellate. L'iscrizione K.187E si riferisce al linga come kamrateṅ jagat ta rājya, "il dio che è re", espressione caratteristica del culto devaraja. Un gran numero delle sculture khmer di miglior fattura e maggiori dimensioni appartengono a questo periodo, ad esempio il garuḍa posto all'ingresso del Museo nazionale di Cambogia a Phnom Penh. Una strada reale congiungeva la città a Beng Mealea a sud e poi ad Angkor ad ovest.

## La riscossione delle tasse
Le iscrizioni del regno di Jayavarman IV lo elogiano come un uomo di eccezionale forza ed abilità e ne magnificano le opere come superiori a quelle dei suoi predecessori. Per quanto sia difficile separare la verità dall'esagerazione, di certo la costruzione di una vasta capitale in un tempo così ristretto dimostra notevoli abilità personali e la presenza di un solido apparato burocratico, per la necessità di reperire ricchezze e lavoro in quantità sufficiente. Iscrizioni di questo periodo oltre che a Koh Ker sono presenti in diversi luoghi agli estremi del dominio khmer, dall'odierna Thailandia (Nong Pang Puey) al delta del Mekong (Phnom Bayang). Esse ci chiariscono almeno in parte come venivano raccolte le tasse "in natura" (in quanto la civiltà angkoriana non conobbe l'uso della moneta). Riso, cera, miele, elefanti e tessuti venivano raccolti da tutti i territori sotto il controllo di Jayavarman, probabilmente sotto la supervisione di un funzionario reale chiamato tamrvac, che esercitava la propria autorità nelle province. Il sistema di riscossione era efficiente e talvolta brutale: chi si rifiutava di versare quanto richiesto veniva ingabbiato dai maggiorenti e portato dinanzi al sovrano che emetteva la sentenza. Il re, i funzionari di palazzo, i monaci e gli schiavi erano esentati dal pagamento delle tasse.

## Successione
Jayavarman IV morì a Koh Ker nel 941 e ricevette l'appellativo postumo di Paramaśivapada. La successione al potere fu al solito turbolenta. Il regno del suo giovane figlio Harshavarman II durò solo fino al 944, quando morì probabilmente di morte violenta. Salì quindi al potere Rajendravarman che, in ragione delle relazioni bizantine che connettevano i membri delle famiglie dominanti, era allo stesso tempo zio e cugino di primo grado di Harshavarman. Egli riportò la capitale a Yaśodharapura.